# Callogryllus ovilongus
Callogryllus ovilongus är en insektsart som beskrevs av Saeed, Azhar, M. Saeed och Yousuf 2000. Callogryllus ovilongus ingår i släktet Callogryllus och familjen syrsor. Inga underarter finns listade i Catalogue of Life.